# Avocadin
Avocadin ist ein Triol, ein Fettalkohol und ein Alkin und kommt als Naturstoff in Avocados vor. Auch eine analoge Verbindung mit einer Doppelbindung statt einer Dreifachbindung (Avocaden) kommt in natürlicher Form vor.

## Vorkommen und Bedeutung

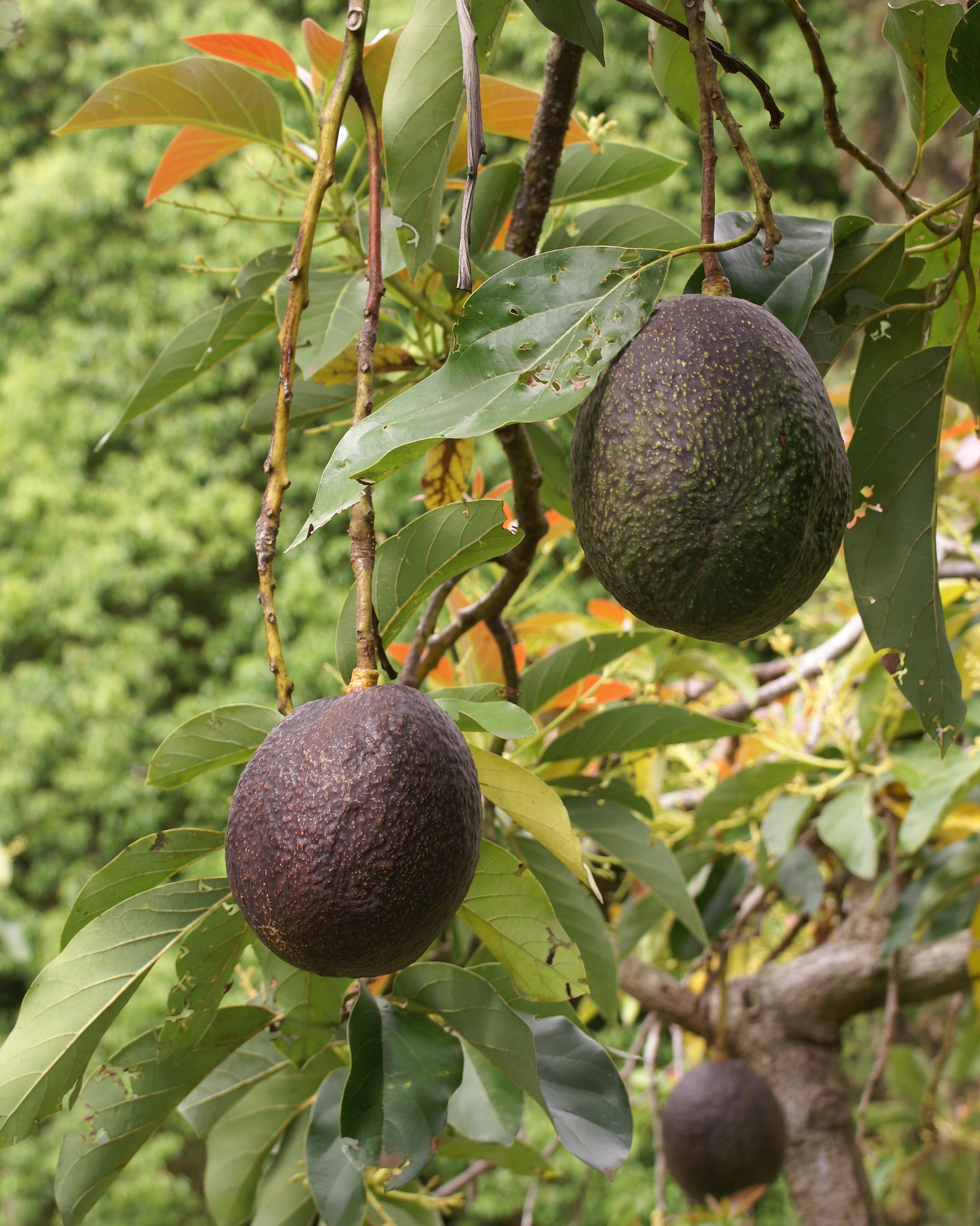
Avocado

Avocadin wurde neben Avocaden und den Monoacetaten der beiden Verbindungen zum ersten Mal 1969 in Avocados nachgewiesen. Das Fruchtfleisch enthält etwa 0,18 mg/g Avocadin in der Trockenmasse, der Kern etwa 0,41 mg/g. Der Gehalt an Avocaden ist in beiden Fällen minimal höher. Beide Verbindungen kommen auch in der Schale unreifer Früchte vor. Die biologische Bedeutung von Avocadin besteht in einer Aktivierung der Wurzelbildung und vermutlich einem Schutz vor Pilzbefall.

## Synthese
Eine mögliche Synthese beginnt mit der Alkylierung von 3-Butin-2-ol durch 1-Iodundecan. Isomerisierung durch Alkin-Zipper-Reaktion und Oxidation mit Pyridiniumchlorochromat ergibt ein Keton mit terminaler Dreifachbindung. Zusätzliche Sauerstoffgruppen werden durch Claisen-Kondensation mit Diethyloxalat eingeführt. Asymmetrische Noyori-Hydrierung ermöglicht die stereoselektive Reduktion zur Bildung der ersten Hydroxygruppe. Die zweite kann diastereoselektiv durch Reduktion mit Methoxydiethylboran und Natriumborhydrid erzeugt werden. Durch Reduktion der Estergruppe mit DIBAL wird die dritte Hydroxygruppe erzeugt und das Avocadin erhalten. Auch diverse nichtnatürliche Stereoisomere wurden synthetisiert.

## Eigenschaften
Avocadin wirkt fungizid gegen Colletotrichum gloeosporioides, in vitro cytotoxisch gegen verschiedene Tumorzelllinien und in vitro und in vivo als Inhibitor der Fettsäureoxidation in leukämischen Krebszellen.